# Wiegenbrett

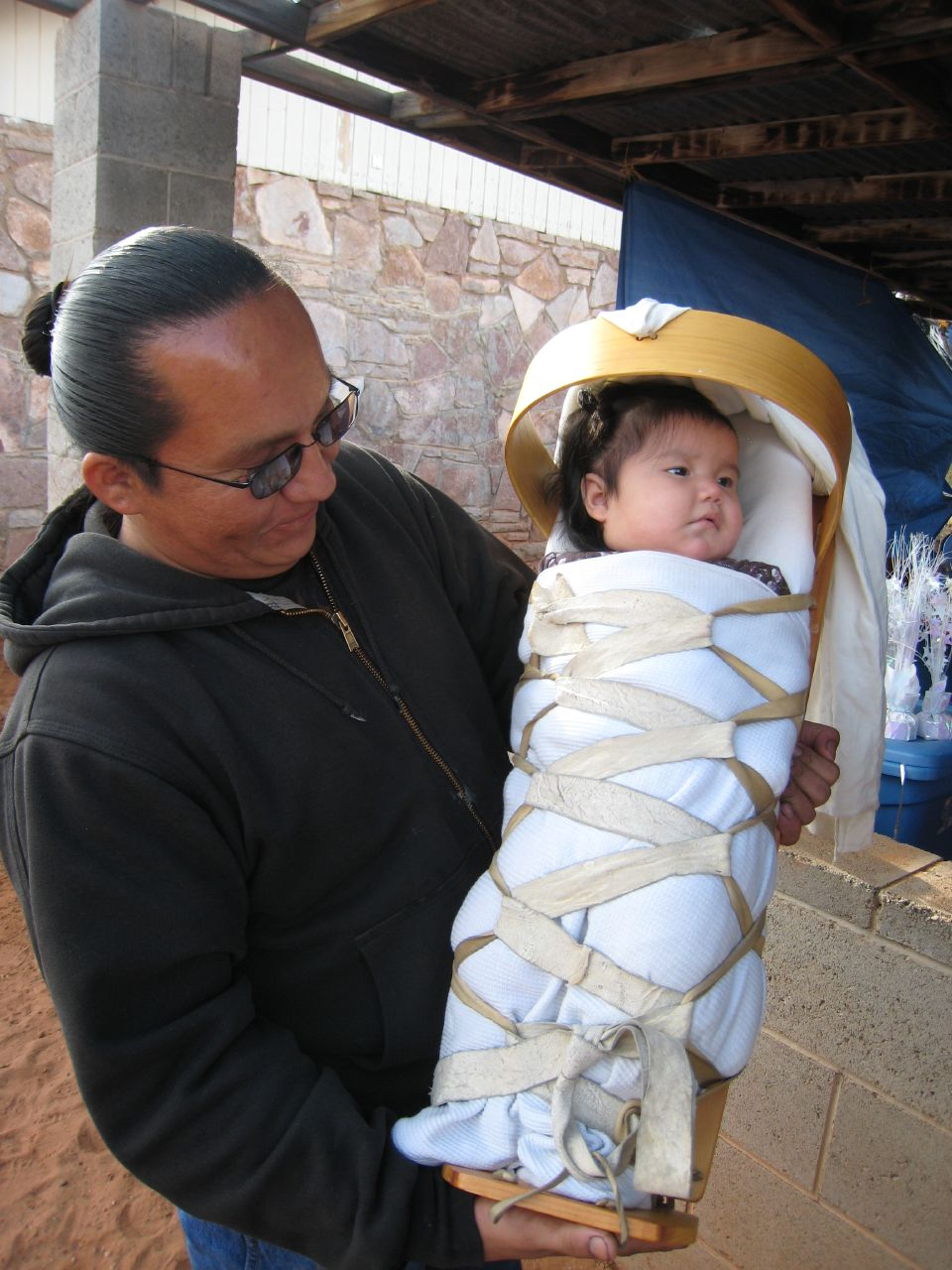
Navajo Wiegenbrett

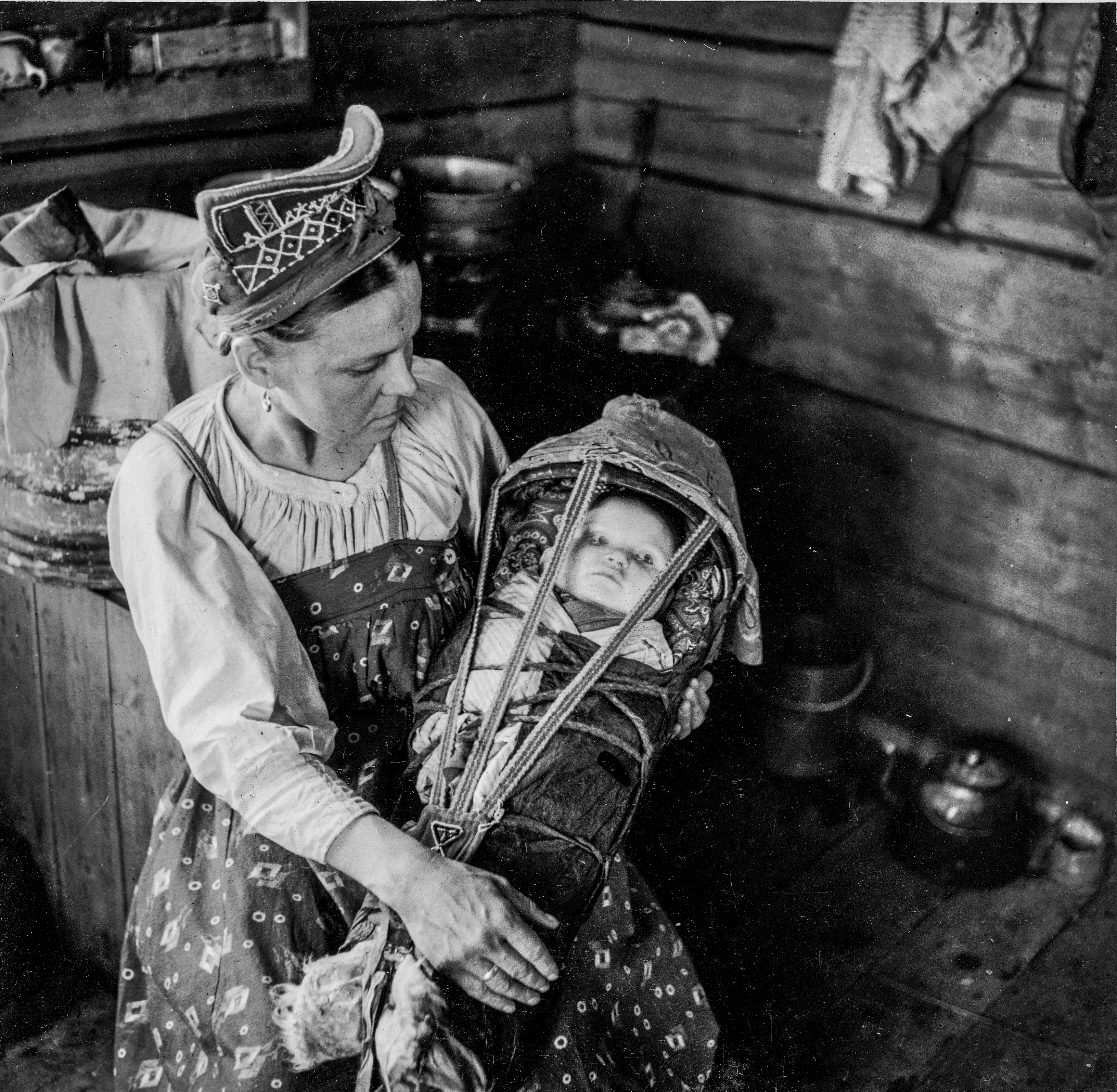
Skoltsamische Mutter mit Säugling in einem ǩiõtkâm.

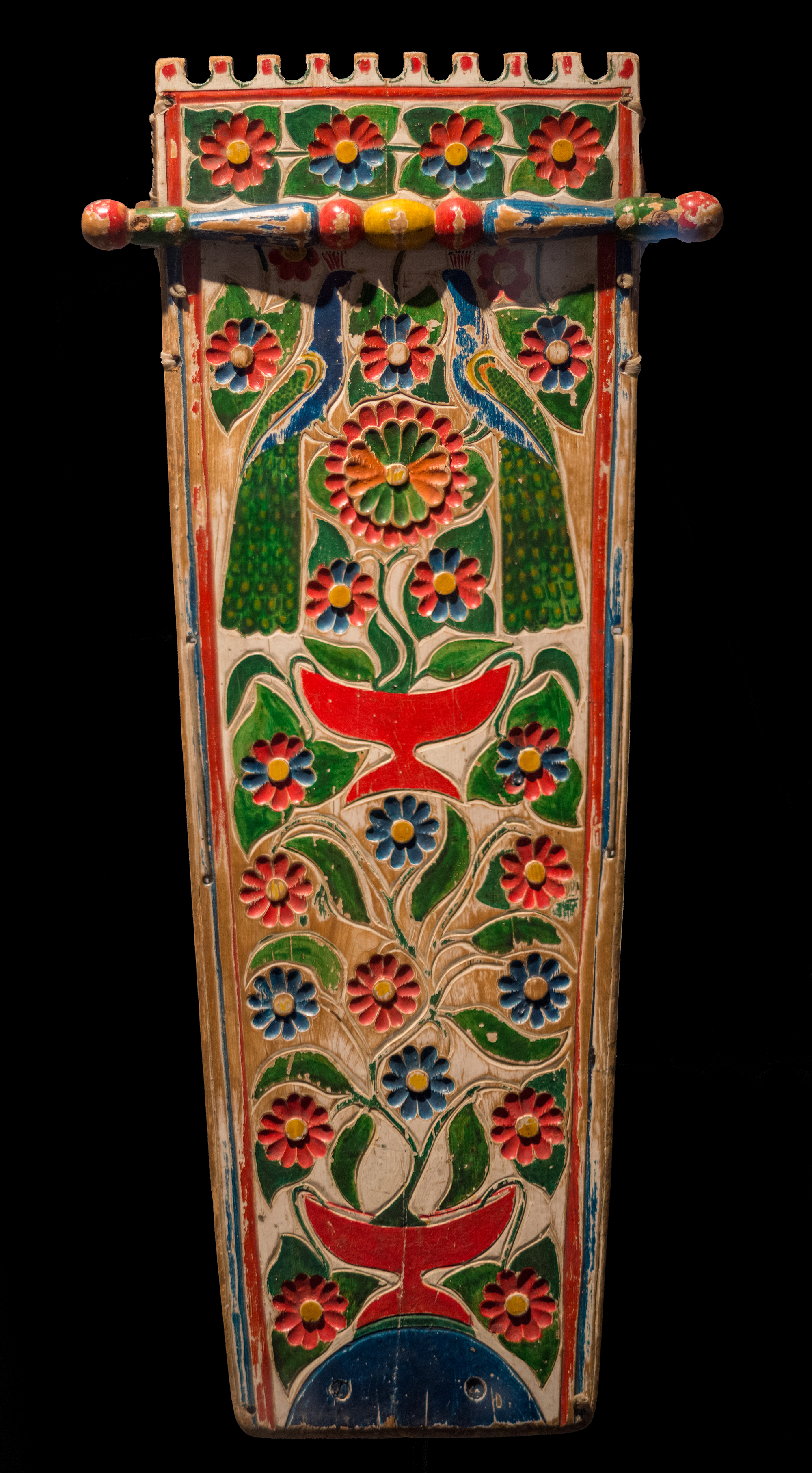
Irokesisches Wiegenbrett

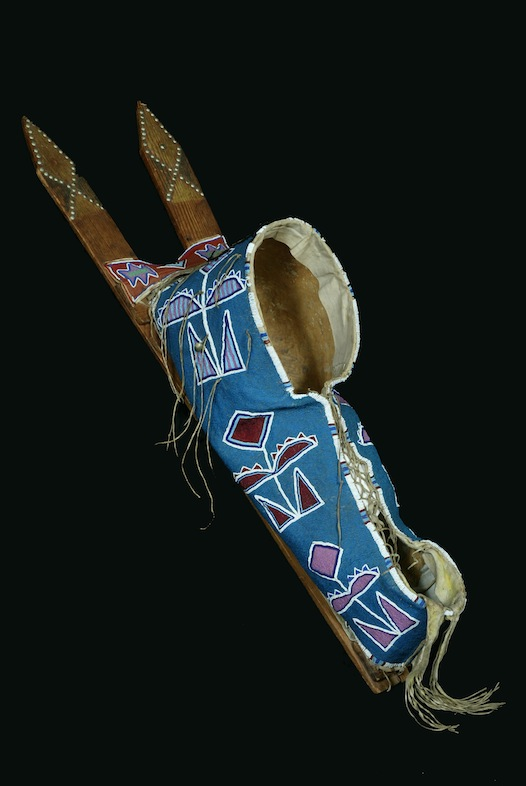
Kiowanisches Wiegenbrett

Das Wiegenbrett (englisch cradleboard, cheyenne pâhoešestôtse, nordsamisch gietkka, skoltsamisch ǩiõtkâm) ist eine Trage- und Schutzvorrichtung für Säuglinge, die von vielen indigenen Völkern Nordamerikas und Nordskandinaviens benutzt wird. 

## Aufbau
Im Wiegenbrett liegen Säuglinge in ihren ersten Lebensmonaten, wenn eine Trage erforderlich ist. Manche Wiegenbretter werden geflochten, zum Beispiel bei den Apachen. Geflochtene Wiegenbretter werden aus Weidenruten, Hartriegel, Tule (Schoenoplectus acutus) oder Schilfrohr hergestellt. Irokesen und Penobscot fertigen Wiegenbretter aus Holz. Navajo verwenden Gelb-Kiefer und Wildleder.
Unabhängig vom verwendeten Materialien teilen Wiegenbretter einige Grundelemente. Wiegenbretter bestehen zum einen aus einem breiten, schützenden Rahmen für die Wirbelsäule der Säuglinge. Am Fußende befindet sich eine Fußstütze. Am oberen Ende des Wiegenbretts ist eine runde Schutzvorrichtung für den Kopf der Säuglinge ausgebildet, wie die Überdachungen moderner Kinderwagen. Der Kopfschutz bewahrt vor mechanischen Einwirkungen und bietet Schatten. Er wird aus Tierhaut oder Stoff angefertigt. Oft werden am Kopfende Ornamente eingearbeitet oder Amulette, Perlenschnüre, geflochtene Nabelschnüre oder Traumfänger befestigt.
Die Liegefläche des Wiegenbretts wird mit einer Schicht aus Pflanzenfasern wie Moos, Schilfrohr, Wacholder oder Purshia ausgekleidet. Die Pflanzenfasern haben oft antiseptische Eigenschaften, die die Haut der Säuglinge schützt. Die Chippewa räuchern Moos aus Moosbeeren-Marschen, um darin lebende Tiere abzutöten. Danach wird es gerieben und gezogen, um es weich zu machen. Bei kaltem Wetter werden die Füße der Säuglinge mit Hasenhaut mit der Fellseite nach innen geschützt. Die Moosschicht ist von einer Einlage aus Birkenrinde umgeben, die zur Reinigung entnommen werden kann.

## Verwendung
Das Wiegenbrett wurde auf dem Rücken getragen, seitlich ans Pferd gehängt, im Tipi und Wigwam an Stangen befestigt oder einfach aufrecht stehend irgendwo angelehnt. Es hatte die Form einer festen Tasche, die nur den Kopf und manchmal die Arme des Babys frei ließ. Das Wiegenbrett war im Rückenteil hinter dem Kopf gepolstert und mit Federdaunen, Moos, weichen Tierhäuten oder Baumwolle gefüttert. Je nach Stamm bestanden Wiegenbretter aus verschiedenartigen Materialien und hatten unterschiedliche Formen. Wiegenbretter bewahrte man in der Familie auf und verwendete sie immer wieder. Sie galten bei manchen Stämmen als heilig. Häufig schnitzte man die Zahl der Babys, die in ihr getragen worden waren, als Kerben hinein. Normalerweise blieb ein Baby etwa ein Jahr lang in der Wiege oder so lange, bis es laufen konnte. Starb das Baby jedoch, so wurde das Wiegenbrett häufig mit ihm bestattet.
Bei zahlreichen asiatischen Völkern gibt es ähnliche Tragevorrichtungen für Kinder. Bei den Samen wird diese Tragewiege Komse genannt.